# Armin Maiwald

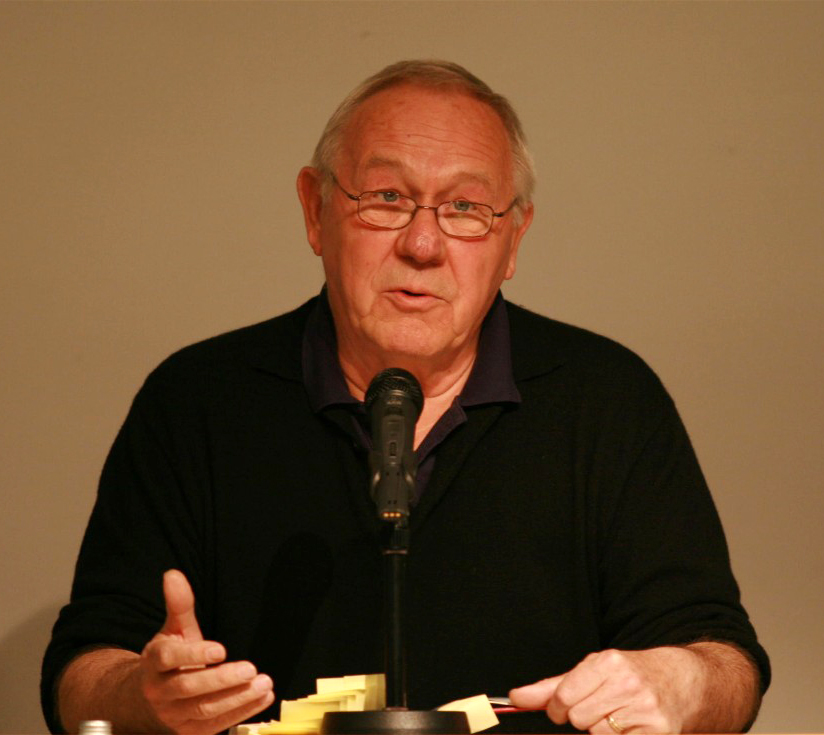
Armin Maiwald (2008)

Armin Eckhard Maiwald (* 23. Januar 1940 in Köln) ist ein deutscher Autor, Regisseur und Fernsehproduzent. Er ist Mitinhaber der Produktionsgesellschaft Flash, die unter anderem Filmbeiträge für Die Sendung mit der Maus produziert hat.

## Leben
Armin Maiwald wurde als Sohn des Konditormeisters Alfred Maiwald und dessen Frau Rosa in Köln geboren. Seine Familie wurde in Köln dreimal ausgebombt. Von 1942 bis Anfang Februar 1945 lebte Maiwalds Familie bei seinen Großeltern väterlicherseits in Lauban in Niederschlesien und nach ihrer Flucht bis 1951 in Oberbayern  in Uffing am Staffelsee. Maiwalds Vater kam bei einem Luftangriff auf Freising  im Jahr 1945  ums Leben.
Von 1951 bis 1953 lebte er mit seiner Mutter und seiner Schwester in Neuss, dort besuchte er das Quirinus-Gymnasium. Ab 1953 lebte Maiwald wieder in Köln und machte 1961 sein Abitur am Gymnasium Kreuzgasse. Ein Jahr später starb seine Mutter. Als Jugendlicher war er Mitglied der katholischen Jugendorganisation Bund Neudeutschland (ND).
Maiwald studierte Theaterwissenschaft, Germanistik und Philosophie und arbeitete aus finanziellen Gründen schon während seines Studiums beim WDR. Im Jahr 1963 begann er als Regieassistent beim WDR.
Maiwald gehört zu den Erfindern der Kindersendung Die Sendung mit der Maus, die seit 1971 ausgestrahlt wird, zusammen mit Dieter Saldecki und Gert Kaspar Müntefering sowie der Künstlerin Isolde Schmitt-Menzel, die das Logo der Maus entworfen hatte. Bekannt ist er durch seine markante Stimme, mit der er die Sachgeschichten kommentiert, in denen er verschiedenste Phänomene und Gegenstände, die einem im Alltag begegnen können, erklärt. Auf dem Bildschirm war er erstmals Ende der 1970er Jahre zu sehen; später war er neben Christoph Biemann und anderen ein fester Bestandteil der Sendung. In der vielfach ausgezeichneten „Nachkriegs-Maus“, die 1989 erstmals ausgestrahlt wurde, befasste sich Maiwald mit seiner Kindheit Mitte der 1940er Jahre. 2015 wurde eine Neufassung dieser Spezialfolge erstellt und 2020 wiederholt. Auch nach 2020 übernahm Maiwald noch aktive Rollen in der Sendung, z. B. seit 2017 über den Neubau, der die Rheinbrücke Leverkusen ersetzen soll.
Armin Maiwald war der Regisseur von Der Spatz vom Wallrafplatz, Robbi, Tobbi und das Fliewatüüt und den ersten Folgen der Puppenspielserie Hallo Spencer, der er unter anderem Spencers Begrüßungsspruch „Hallo Leute von ‚A‘ bis ‚Z‘, von 1 bis 100, von Norden bis Süden, von Osten bis Westen, hier bin ich wieder, euer lieber guter alter Spencer!“ verlieh. Darüber hinaus fasst er seine Beiträge aus der Sendung mit der Maus in der Bibliothek der Sachgeschichten zusammen. Zudem ist er einer der Experten in der Quizsendung Frag doch mal die Maus.

## Privates
Maiwald lebt in Köln und ist seit 1965 verheiratet. Er hat einen Sohn namens Alexander und eine Tochter namens Johanna. Alexander war 1990 in der Maus-Sachgeschichte Wie kommen die Löcher in den Käse? und 2004 an der Seite seines Vaters in der Maus-Spezialsendung Abschied von der Hülle zu sehen und auch Johanna hatte zusammen mit ihrem Vater einige Auftritte in der Sendung mit der Maus, so etwa 1989 im Kindesalter im Rahmen des Formats Nachkriegsmaus und 2007 als Erwachsene in der Sachgeschichte Wie wird ein Snowboard hergestellt?.

## Soziales Engagement
2011 drehte Maiwald für die Sternsingeraktion unter dem Slogan „Kinder zeigen Stärke“ einen Film. Mit einem Kamera-Team fuhr er in das Beispielland dieses Jahres – Kambodscha – und beleuchtete dort herrschende Missstände – ähnlich wie in einem seiner Maus-Filme. Dieser Film wurde den Sternsingern gezeigt, damit sie die Lage in dem Land besser verstehen können.
Auch für die Aktion 2012 drehte er einen solchen Film über das Beispielland dieses Jahres: Nicaragua. Die Aktion stand unter dem Motto „Klopft an Türen, pocht auf Rechte“, der Film hatte entsprechend den Titel Nicaragua: Kinder fordern ihre Rechte.
Maiwald ist Schirmherr der SOS-Kinderdorf-Stiftung und seit 2010 Pate des Kinderhospizes Bethel für unheilbar erkrankte Kinder.

## Auszeichnungen
Für seine Arbeit erhielt Armin Maiwald zahlreiche Preise aus den Bereichen Medien und Journalistik.
- 1985 – Ernst-Schneider-Preis
- 1987 – Deutscher Preis für Denkmalschutz: Journalistenpreis
- 1988 – Adolf-Grimme-Preis mit Gold für Die Sendung mit der Maus (zusammen mit Friedrich Streich und Dieter Saldecki)
- 1995 – Bundesverdienstkreuz am Bande
- 2002 – Ernst-Schneider-Preis
- 2011 – Bayreuther Vorbildpreis der bayreuther dialoge dem Zukunftsforum für Ökonomie, Philosophie und Gesellschaft[22]
- 2019 – Landesverdienstorden Nordrhein-Westfalen[23]
- 2021 – Umweltmedienpreis für sein Lebenswerk[24]
- 2022 – Ehrendoktorwürde der Ingenieurwissenschaften (Dr.-Ing. E. h.) der Rheinisch-Westfälischen Technischen Hochschule Aachen auf Antrag der Fakultät für Maschinenwesen für seine Leistungen in allen Bereichen der Wissenschaft und Technik und sein besonderes Engagement im Bereich der Bildung von Kindern und Jugendlichen; die Ehrung wurde aus der Fachschaft Maschinenbau der RWTH Aachen angeregt.[25][26]
- 2023 – Lorenz-Oken-Medaille der Gesellschaft Deutscher Naturforscher und Ärzte für sein Lebenswerk[27]

Zwei Schulen wurden nach Armin Maiwald benannt:
- Armin-Maiwald-Schule in Monheim-Baumberg (2010)[28][29]
- Armin-Maiwald-Schule in Radevormwald (2005), mit dem Schuljahr 2016/17 zusammen mit der Hückeswagener Erich-Kästner-Schule in der Förderschule Nordkreis aufgegangen und wurde deren Teilstandort. Hauptstandort ist seitdem die Erich-Kästner-Schule in Hückeswagen.[30]

## Tonträger
- Armin Maiwald liest Christoph Columbus und das Wachsen der Welt. Ungekürzte Lesung; ab 9 Jahren. Es lesen Armin Maiwald und Dieter Saldecki, 3 CD; Würzburg: Arena-Verlag, 2006; ISBN 978-3-401-25929-1
- Geschichten aus dem Alten Ägypten mit der Maus; Texte: Dieter Saldecki, Peter Brandt; Sprecher: Dieter Saldecki, Armin Maiwald; Hamburg: Universal Family Entertainment, 2002; ISBN 3-89832-935-6
- Benno kennt sich aus mit Fußball und weitere Kurzgeschichten für Kinder; Texte: Herbert Beckmann; gelesen von Armin Maiwald; Berlin: Ohrka.de 2014 (kostenloser Download)

## Bücher
- Peter Brandt, Armin Maiwald, Dieter Saldecki: Jesus – Jeschua – Iesous. Arena, Würzburg 2007, ISBN 978-3-401-05948-8.
- Armin Maiwald: Aufbau vor laufender Kamera. Erinnerungen aus meinem Leben. Kiepenheuer & Witsch, Köln 2015, ISBN 978-3-462-04745-5.
- Armin Maiwald: Die Römer kommen. Hörbuch, Emons Verlag 2018.
- Kai von Westerman: Herr Maiwald, der Armin und wir – In der Werkstatt der Sachgeschichten; Mit einem Vorwort von Armin Maiwald. Schüren Verlag, Marburg 2021, ISBN 978-3-7410-0399-8.

## Varia
- Armin Maiwald hat einen Führerschein für Dampflokomotiven und durfte daher im Jahr 2009 bei der Maus-Team-Wanderung auf dem Wanderweg der Deutschen Einheit für eine Fahrt der Fichtelbergbahn deren Dampflokomotive steuern.[31]